# Thiomoko
Thiomoko (auch Thiomoco oder Thiomokho oder Thiomoko Coachaca) ist eine Ortschaft im Departamento Cochabamba im südamerikanischen Andenstaat Bolivien.

## Lage im Nahraum
Thiomoko ist ein Ort des Kanton Vinto im Municipio Vinto in der Provinz Quillacollo. Thiomoko liegt auf einer Höhe von 2614 m zwischen dem Río Llave und dem Río Huallaquea, die beide von den Hängen der Kordillere von Cochabamba in den Talkessel von Cochabamba fließen und einige Kilometer weiter südlich in den Río Rocha münden, den Hauptquellfluss des bolivianischen Río Grande.

## Geographie
Thiomoko liegt im Übergangsbereich zwischen der Anden-Gebirgskette der Cordillera Central und dem bolivianischen Tiefland.
Die mittlere Durchschnittstemperatur der Region liegt bei etwa 18 °C (siehe Klimadiagramm Cochabamba) und schwankt nur unwesentlich zwischen 14 °C im Juni/Juli und 20 °C im Oktober/November. Der Jahresniederschlag beträgt nur rund 450 mm, bei einer ausgeprägten Trockenzeit von Mai bis September mit Monatsniederschlägen unter 10 mm und einer Feuchtezeit von Dezember bis Februar mit 90 bis 120 mm Monatsniederschlag.

## Verkehrsnetz
Von Cochabamba, der Hauptstadt des Departamentos, führt die asphaltierte Nationalstraße Ruta 4 in westlicher Richtung dreizehn Kilometer bis Quillacollo und weitere vier Kilometer bis Vinto. Zwei Kilometer westlich von Vinto zweigt in nordwestlicher Richtung die Ruta 25 nach Morochata von der Ruta 4 ab. Kurz darauf quert die Calle Severino Salvatierra die Ruta 4, auf der man in westlicher Richtung nach weiteren zwei Kilometern Thiomoko erreicht.

## Bevölkerung
Die Einwohnerzahl der Ortschaft ist im Jahrzehnt zwischen den letzten beiden Volkszählungen auf nahezu das Doppelte angestiegen:
| Jahr | Einwohner         | Quelle       |
| ---- | ----------------- | ------------ |
| 1992 | keine Detaildaten | Volkszählung |
| 2001 | 314               | Volkszählung |
| 2012 | 583               | Volkszählung |
| 2024 |                   | Volkszählung |

Die Region weist einen hohen Anteil an Quechua-Bevölkerung auf. Im Municipio Quillacollo sprechen trotz der großstädtischen Überformung 55,8 % der Bevölkerung Quechua.